# Muellerina canadensis
Muellerina canadensis är en kräftdjursart som först beskrevs av Brady 1870.  Muellerina canadensis ingår i släktet Muellerina och familjen Hemicytheridae. Inga underarter finns listade i Catalogue of Life.